# Arctoscelia mutata
Arctoscelia mutata là một loài bướm đêm trong họ Geometridae.